# Dionýs Štúr

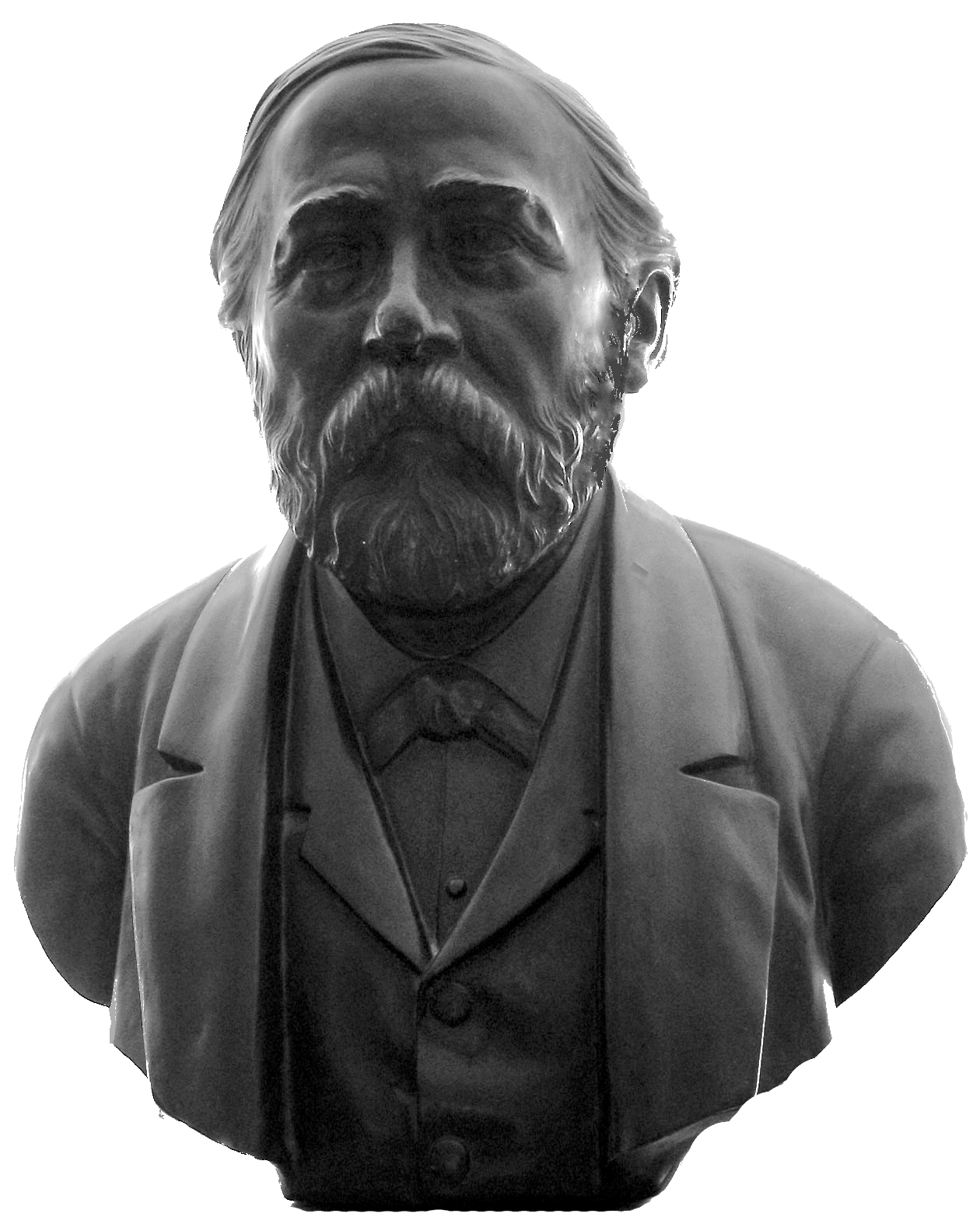
Dionýs Štúr

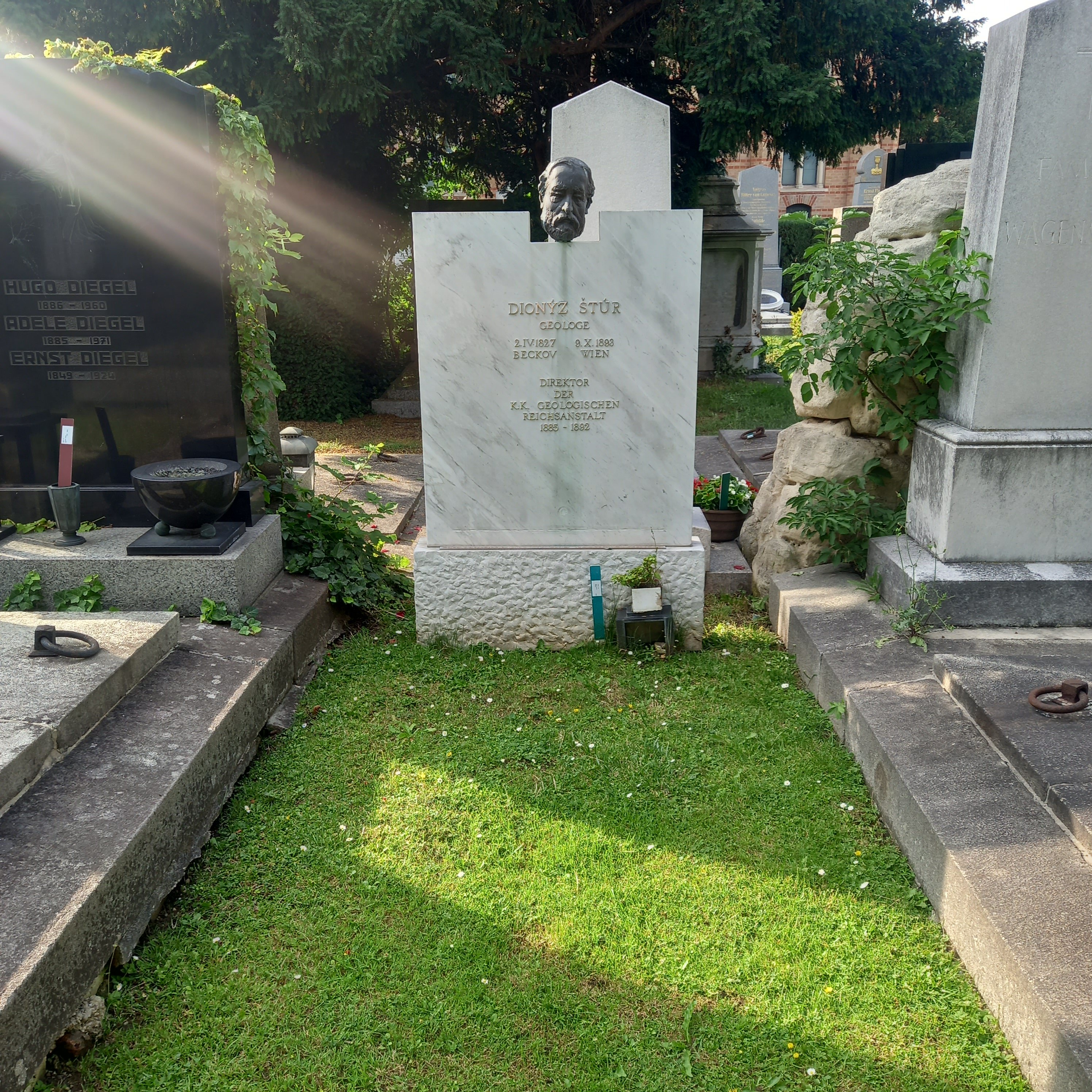
Das Grab von Dionýs Štúr auf dem Evangelischen Friedhof Matzleinsdorf in Wien

Dionýs Štúr (im modernen Slowakisch Dionýz Štúr, eigentlich Dionýs Rudolf Josef Štúr, in deutschsprachigen Publikationen meist Dionys Stur; * 5. April 1827 in Beckov, Kaisertum Österreich, heute Slowakei; † 9. Oktober 1893 in Wien) war ein slowakischer Geologe und Paläontologe, dem eine maßgebliche Rolle in der grundlegenden systematischen geologischen Erkundung der Alpen, speziell der Tauern, zukommt.

## Leben und Wirken
Neben der Geologie der Alpen und Karpaten gehörte auch die Paläobotanik, insbesondere die Beschreibung fossiler Pflanzen des böhmischen Paläozoikums, zu seinen Spezialgebieten.
Der von Kaiser Franz Josef I. 1849 gegründeten kaiserlich-königlichen geologischen Reichsanstalt in Wien diente er ab dem Gründungsjahr bis 1892. In 22 Jahren intensiver geologischer Aufnahmearbeiten besuchte Štúr fast alle Gebiete der Donaumonarchie. Für viele von Emil Tietze gesammelte paläontologische Fundstücke übernahm er die Bestimmungsarbeiten.
Mit den Arbeiten des Chefgeologen Marko Vincenc Lipold und seiner beiden Hilfsgeologen Štúr und Carl Ferdinand Peters wurde von dort ab 1853, u. a. mit dem Ziel genauer Kartenaufnahmen, die Erforschung des Tauernfensters vorangetrieben. Štúr übernahm die Begehung des Tauernhauptkammes und erarbeitete folgend die im Wesentlichen heute noch gültige Großgliederung des Gebietes. 1854 prägte er dabei den Begriff „Schieferhülle“ und 1856 veröffentlichte er eine Reihe von Profilen vom Zentralgneis bis ins ostalpine Kristallin.
1869 führte der vom Wiener Gemeinderat in Auftrag gegebene Bericht Štúrs über die Bodenbeschaffenheit der für den geplanten Wiener Zentralfriedhof in Aussicht genommenen Flächen letztlich zu dessen endgültigen örtlichen Festlegung.
1877 wurde er Vizedirektor der k.k. geologischen Reichsanstalt und war von 1885 bis 1892 schließlich deren Direktor. Sein Amtsnachfolger wurde Guido Stache.
Seit 1872 war er Mitglied der Kaiserlichen Gesellschaft der Naturforscher zu Moskau.

## Ehrungen

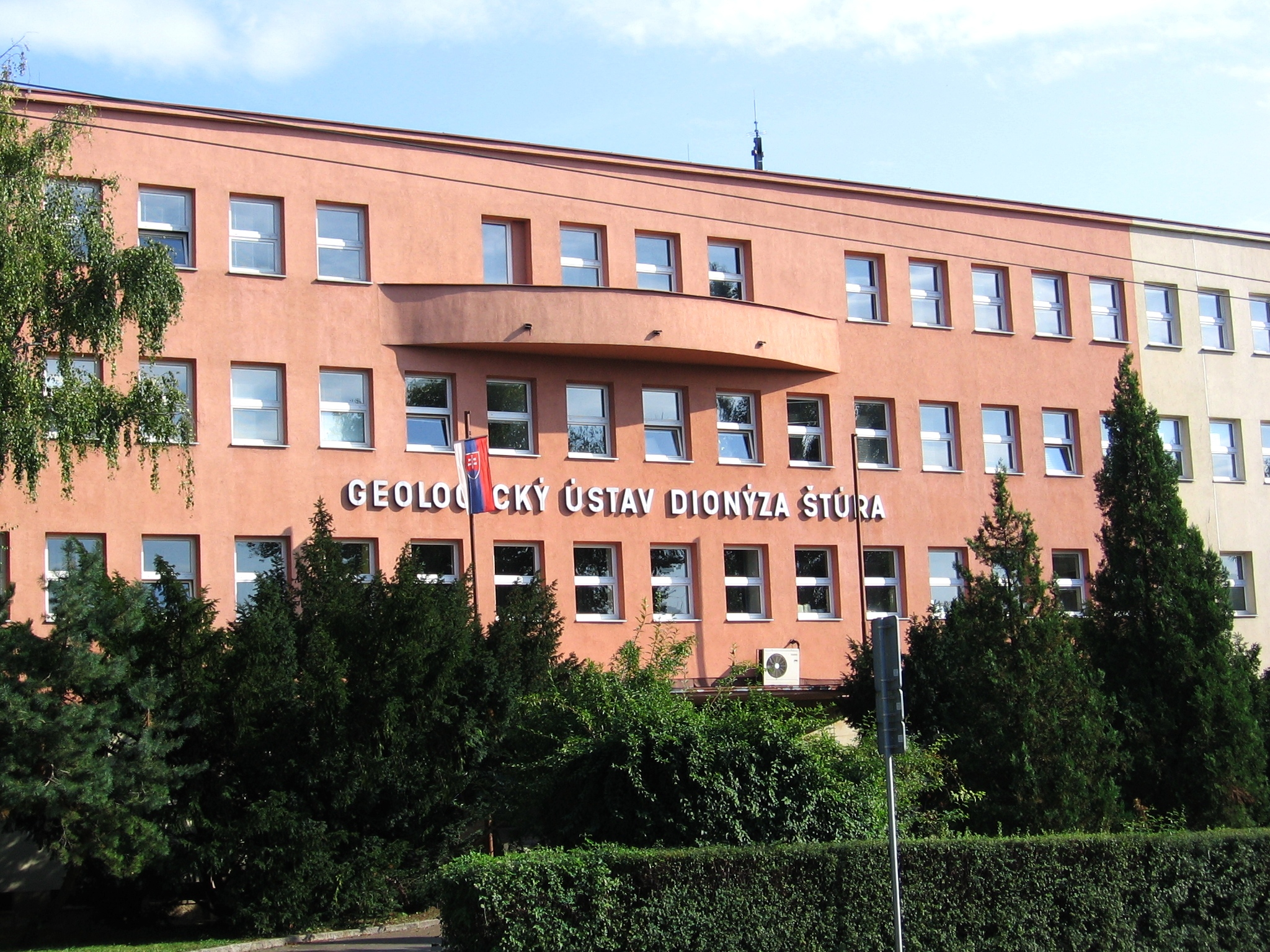
Geologieinstitut der Slowakei

Von der Académie royale des Sciences, des Lettres et des Beaux-Arts de Belgique in Brüssel wurde er im Dezember 1883 als assoziiertes Mitglied aufgenommen. Die Leopoldina ernannte ihn 1890 zum Mitglied und ehrte ihn im gleichen Jahr mit der Cothenius-Medaille als einen Verfasser besonders wichtiger naturwissenschaftlicher Arbeit. Nach Štúr benannt sind die fossilen Pflanzengattungen Sturia Nemejc und Sturiella C.E.Weiss ex Potonié.
Das slowakische staatliche Geologieinstitut trägt seinen Namen (Štátny geologický ústav Dionýza Štúra, ŠGÚDŠ).